# 1986年菲律賓總統選舉
1986年菲律宾总统和副总统选举于1986年2月7日举行。它通常被称为1986年大选，此次選舉最終导致人民力量革命爆發以及费迪南德·马科斯总统下台並且由柯拉蓉·艾奎諾继任总统。

## 背景
1985年11月，菲律賓总统费迪南德·马科斯在接受美国广播公司节目本週的采访時宣布提前举行大选。  12月3日，国民议会宣佈将选举日期定为1986年2月7日。 1986年2月4 日，马科斯宣布2月6日和7日這兩天全國放假，這樣人民可以有空去確認選民身份。